# Limnochromini
Limnochromini – plemię ryb z rodziny pielęgnicowatych (Cichlidae) obejmujące kilka gatunków afrykańskich pyszczaków, endemitów jeziora Tanganika. Wyróżniają się tym, że zasiedlają głębokie wody przybrzeżne, na okres rozrodu tworzą monogamiczne pary i opiekę nad potomstwem podejmują oboje rodzice. Samiec i samica inkubują w pysku do 250 sztuk ikry oraz wylęgający się narybek, a następnie bronią młodych przed drapieżnikami. 
Powstanie poszczególnych gatunków szacowane jest na 3,5–2,9 mln lat temu. Są to ryby niewielkich rozmiarów, od kilkunastu do 24 cm długości (Limnochromis abeelei). W obrębie gatunków nie stwierdzono występowania odmian barwnych. Żywią się bezkręgowcami. Największe z nich uzupełniają dietę małymi rybami.

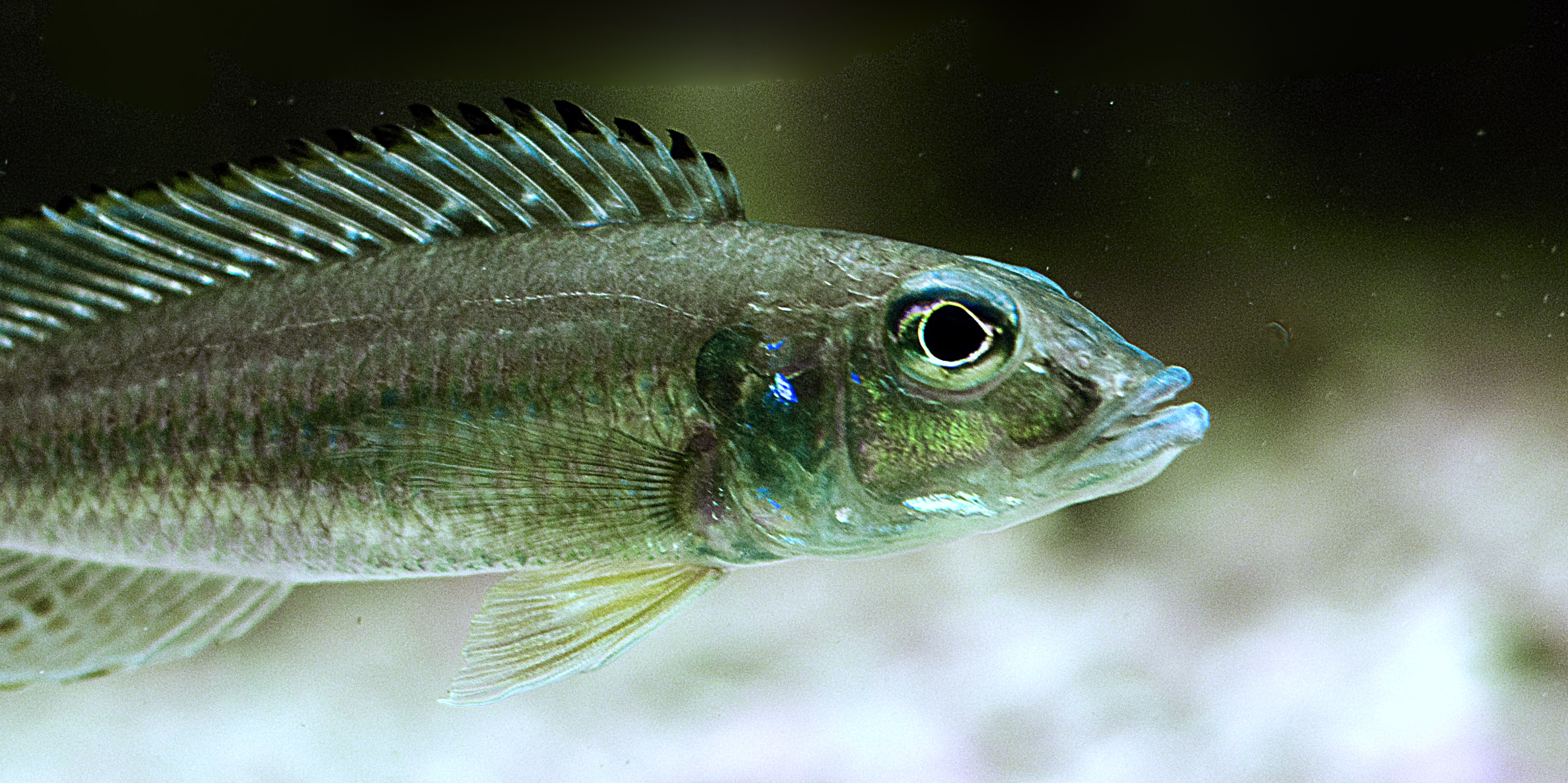
Reganochromis calliurus

## Klasyfikacja
Takson ten został ustanowiony przez Maxa Polla w 1986 roku, lecz 
monofiletyzm zdefiniowanej przez niego grupy był wielokrotnie kwestionowany zarówno analizami morfologicznymi, jak i badaniami molekularnymi. Oprócz niżej wymienionych rodzajów, Poll – na podstawie cech morfologicznych – zaliczył do Limnochromini również „Gnathochromis” pfefferi i rodzaj Benthochromis – gatunki, u których inkubację oraz opiekę nad potomstwem podejmuje wyłącznie samica. Badania molekularne wykazują, że po wykluczeniu kwestionowanych gatunków Limnochromini stanowią klad obejmujący rodzaje:
- Baileychromis
- Gnathochromis (ale bez „Gnathochromis” pfefferi[3])
- Greenwoodochromis
- Limnochromis
- Reganochromis
- Tangachromis
- Triglachromis

Typem nomenklatorycznym jest Limnochromis.
Badania molekularne przeprowadzone przez Schwarzer i innych sugerują, że do tego plemienia należy zaliczyć również monotypowy Trematochromis.